# Хикори (тауншип, Миннесота)
Хикори (англ. Hickory) — тауншип в округе Пеннингтон, Миннесота, США. На 2000 год его население составило 83 человека.

## География
По данным Бюро переписи населения США площадь тауншипа составляет 90,8 км², из которых 90,8 км² занимает суша, водоёмов нет.

## Демография
По данным переписи населения 2000 года здесь находились 83 человека, 34 домохозяйства и 21 семья. Плотность населения —  0,9 чел./км². На территории тауншипа расположено 47 построек со средней плотностью 0,5 построек на один квадратный километр. Расовый состав населения: 96,39 % белых и 3,61 % коренных американцев. Испанцы или латиноамериканцы любой расы составляли 2,41 % от популяции тауншипа.
Из 34 домохозяйств в 23,5 % воспитывались дети до 18 лет, в 52,9 % проживали супружеские пары, в 5,9 % проживали незамужние женщины и в 38,2 % домохозяйств проживали несемейные люди. 29,4 % домохозяйств состояли из одного человека, при том 8,8 % из — одиноких пожилых людей старше 65 лет. Средний размер домохозяйства — 2,44, а семьи — 3,19 человека.
16,9 % населения — младше 18 лет, 18,1 % — в возрасте от 18 до 24 лет, 21,7 % — от 25 до 44, 25,3 % — от 45 до 64, и 18,1 % — старше 65 лет. Средний возраст — 40 лет. На каждые 100 женщин приходилось 97,6 мужчин. На каждые 100 женщин старше 18 приходилось 102,9 мужчин.
Средний годовой доход домохозяйства составлял 36 563 доллара, а средний годовой доход семьи —  38 750 долларов. Средний доход мужчин —  13 542  доллара, в то время как у женщин — 20 313. Доход на душу населения составил 18 203 доллара. За чертой бедности не находилась ни одна семья и 5,5 % всего населения тауншипа.